# Uli Schoop

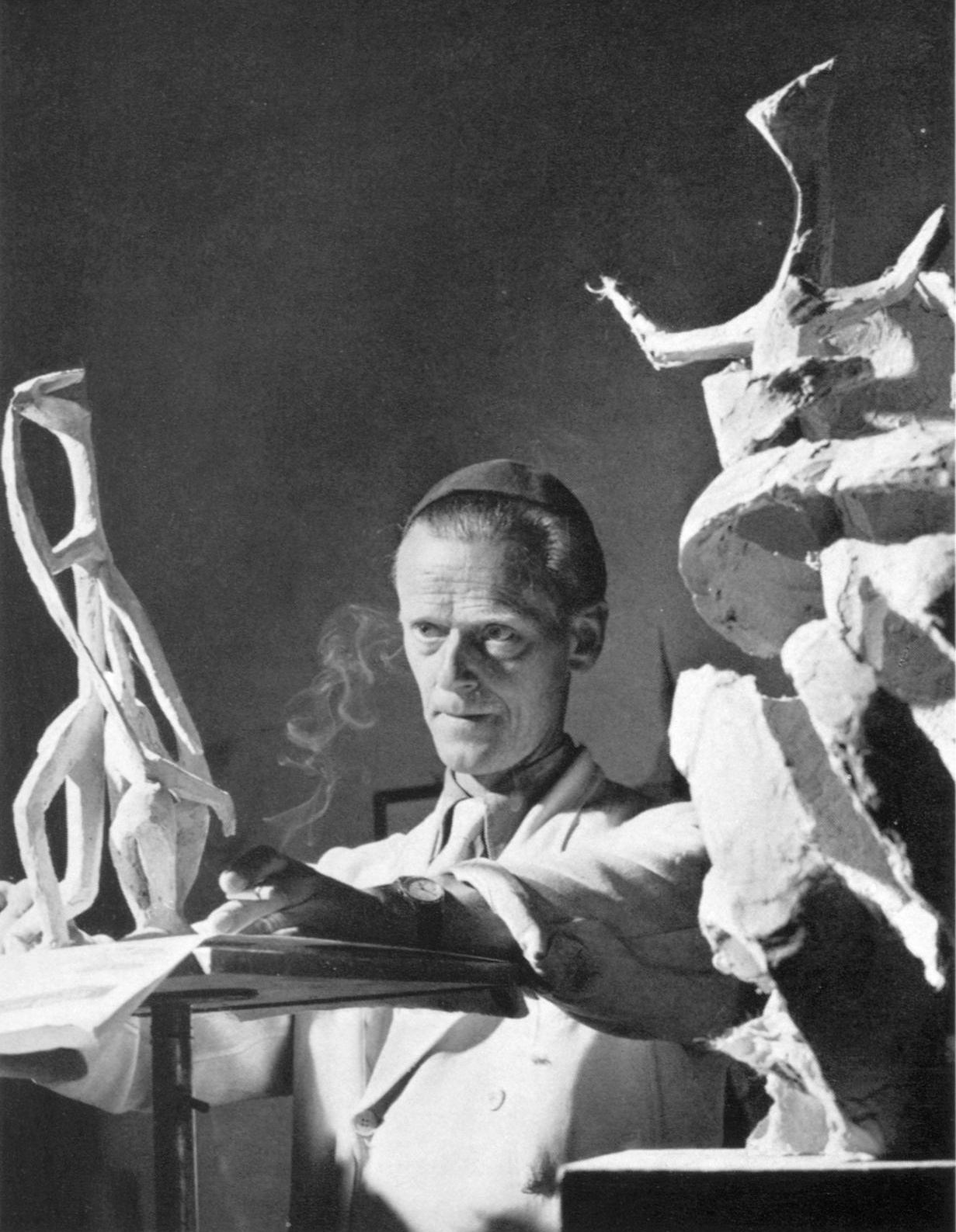
Uli Schoop in seiner Werkstatt, 1957

Max Ulrich «Uli» Schoop (* 17. Oktober 1903 in Köln; † 5. September 1990 in Hombrechtikon) war ein Schweizer Bildhauer und Maler. Er wurde durch seine Tierplastiken bekannt, bei deren Gestaltung er sich von dem Grundsatz leiten ließ, «das Wesentliche zu finden, bis zur grösstmöglichen Vereinfachung».

## Leben
Uli Schoop, auch Ulrich Schoop (wie sein Grossvater) oder Max Ulrich Schoop (wie sein Vater) genannt, wurde am 17. Oktober 1903 in Köln als eines von fünf Kindern des Erfinders und Fabrikanten Max Ulrich Schoop und seiner Frau Martha Bächler geboren. Aus der alteingesessenen Schweizer Familie Schoop ist eine Reihe prominenter Mitglieder hervorgegangen:
- Ulrich Schoop, Ulis Grossvater, war ein bekannter Kunstpädagoge und Kunstdidaktiker.
- Paul Schoop, einer seiner beiden Onkel, war Techniker und Erfinder wie sein Vater.
- Friedrich Maximilian Schoop, sein anderer Onkel, war Journalist und Präsident des Grand Hotel Dolder.
- Die vier Kinder dieses Onkels ergriffen alle einen künstlerischen Beruf: Max Schoop wurde Maler, Trude Berliner wurde Ausdruckstänzerin und Tanztherapeutin, Hedi Schoop wurde Kabarettistin und Bildhauerin und Paul Schoop wurde Komponist.

Als Uli Schoop geboren wurde, war sein Vater als Laborchef bei den Kölner Accumulatoren-Werken beschäftigt. Noch im gleichen Jahr zog die Familie nach Paris, wo der Vater als Laborchef für den Automobilhersteller Dinin arbeitete. 1910 kehrte die Familie in die Heimatstadt des Vaters nach Zürich zurück. 
Uli Schoop besuchte die Primarschule in Zürich-Höngg, danach das Landerziehungsheim Hof Oberkirch bei Kaltbrunn. 1923/1924 bezog er die allgemeine Klasse an der Kunstgewerbeschule in Zürich und machte eine Grafikerlehre bei Orell Füssli, einer Zürcher Druckerei, die unter anderem auch Wertpapiere, Briefmarken und Banknoten druckte. 1924/1925 war er Malerschüler im Atelier von Willy Hummel in Zürich. 1925 wandte sich Uli Schoop von der Malerei ab und studierte als Lehrling und Volontär bei dem Tierbildhauer Fritz Behn in München Bildhauerei. Zwischendurch hielt er sich immer wieder in Zürich auf, wo er öfter mit dem Bildhauer Hermann Haller zusammentraf.
Von 1926 bis 1939 lebte Uli Schoop in Paris. Er eröffnete eine erfolgreiche Handweberei, betrieb ein eigenes Atelier und war Mitglied der Künstlergruppe Abstraction-Création. Nach dem Ausbruch des Zweiten Weltkriegs 1939 kehrte er in die Schweiz zurück. Er bezog ein Atelier in Zürich und wohnte bis Mitte der 1960er Jahre in Killwangen und dann in Spreitenbach. Später zog er nach Egg, einem Ortsteil von Muri im Kanton Aargau. Er unternahm Studienreisen nach Ägypten (1951), Algier (1953) und  Brasilien (1964). Im Aargau wurde er auch bekannt durch seine Bildhauerkurse, die er ab 1961 in der alten Kirche in Boswil (Künstlerhaus Boswil) abhielt. Von 1957 bis 1973 unterrichtete er als Privatdozent an der ETH Zürich Figurenzeichnen für Architekturstudenten.

## Werk
Uli Schoop ist hauptsächlich als Tierbildhauer bekanntgeworden. Wie er dazu kam, beschrieb er  – widerwillig («ich bin mir bewusst, dass der Künstler nicht schreiben soll») – 1956 in dem kleinen Essay Zu meinen Tierplastiken:
«Was mich bewegt hat, immer und immer wieder die Formenwelt des Tieres zu studieren und das plastische Erlebnis seines Wesens im plastischen Material zu gestalten, ist ganz einfach die Liebe des naturverbundenen Menschen zum Tier.»
«Mir hat es nie genügt, irgend ein Tier, sei es ein Reh oder eine fliegende Möve, eine Zikade oder einen Elefanten, möglichst naturgetreu abzukonterfeien. Immer habe ich mich bemüht, das Wesentliche zu finden, bis zur größtmöglichen Vereinfachung. Ich suche, die Harmonie der Bewegung, die Spannungen der Flächen zueinander, die Natur in der Abstraktion zu einer allgemeingültigen Neuschöpfung zu gestalten, kurz, das eigentliche Wesen des Tieres zu erkennen.»
Während seiner Pariser Zeit fand der Künstler «den Weg zu seinem persönlichen Ausdruck ... in jener Zeit entstand eine Reihe von Werken, die schon die typische Straffheit seiner späteren Plastik besitzen. Nachdem er sich während eines Jahres ganz der abstrakten Kunst gewidmet hat, ist er zu naturnäheren Darstellungen von strengem Aufbau und einer gewissen grossgesehenen Art gekommen.»
Zurück in der Schweiz beschäftigte er sich «abwechslungsweise mit den plastischen Möglichkeiten des Menschen und des Tieres, und er erreicht dabei, besonders auch auf dem Gebiete der Porträtbüste, eine Ausdruckskraft, die Zeugnis ablegt für eine sichere räumliche Empfindung und ein hervorragendes handwerkliches Können, das sich besonders in der direkten Bearbeitung des Steins äussert.»

## Werke (Auswahl)
Weitere Werke: #Tavel 1967.
- 1932: Hyäne, Steinplastik, Höhe 39 cm.[9]
- 1939: Tiger, Porphyr, Länge 50 cm.[10]
- 1941: Elasmosaurus, prähistorisches Reptil, Terracotta, Höhe 25 cm.[11]
- 1942: Ente, Terracotta, Höhe 20 cm.[12]
- vor 1943: Drei Badende, Flachrelief, Schiefer.[13]
- vor 1943: Kamel, Terracotta, Höhe 20 cm.[14]
- 1947: Störche, Gips, Aufstellung auf der «Züka», Zürcher Kantonale Landwirtschafts- und Gewerbe-Ausstellung, Zürich 1947.[15]
- 1949: Katze, Diabas, Aargauer Kunsthaus, Aarau.[16]
- 1951: Drei Möven, Bronze, Privatbesitz.[17]
- 1956: Kleiner Fuchs, Aluminium, Museum of Modern Art, New York.[18]
- 1971: Falke', Stein, Stiftung Im Grüene.
- 1972: Panther, Aargauer Kunsthaus, Aarau.[19]

### Kunst im öffentlichen Raum
Quellen: #Muggli 2014, #Heusser 1981, #Rotzler 1951, #Tavel 1967.
- 1941: Marabu, Bronze, Schule Bachtobel, Zürich.
- 1941: Bär, Stein, Schule Probstei, Zürich.
- 1945: Rotkäppchen, Stein, Grünanlage Landenberg, Zürich-Wipkingen.
- 1949: Eulen, Stein, Parkanlage Saatlenstrasse, Zürich-Schwamendingen.
- 1950: Relief, Terrakotta, Kunsthaus Chur.
- 1951: Reiher, Bronze, Wetzikon.
- 1951: Sitzende mit Taube, Granit, Friedhof bei der Kirche, Zürich-Unter-Affoltern.
- 1954: Akrobaten, Bronze, Suhr.
- 1957: Vogel, Eisen, Schulhaus, Reckingen.
- 1957: Saurier, Stein, Kantonsschule, Wetzikon.[20]
- 1958: Eisbär, Granit, Brunnenanlage Gfellergut, Zürich.
- 1959: Fuchs und Gans, Aluminium, Fassadenplastik, Primarschulhaus im See, Elgg.
- 1959: Brunnen, Primarschulhaus im See, Elgg.
- 1960: Storch, Aluminium, Schulhaus, Gipf-Oberfrick.
- 1963: Flug, Aluminium, Schulhaus, Gockhausen.
- 1970: Steinskulptur, Schulhaus, Kurzdorf.
- 1964: Drei Vögel im Flug, Aluminium, Rückversicherungsgesellschaft Zürich.
- 1970: Steinskulptur, Freibad, Engstringen.
- 1974: Bronzeplastik, Helvetiaplatz, Zürich.

| - Sitzende mit Taube, 1951, Unter-Affoltern. - Eulen, 1949, Schwamendingen. | - Rotkäppchen, 1945, Wipkingen. |

## Ausstellungen
Quellen: #Muggli 2014, #Heusser 1981, #Vollmer 1958.2. Siehe auch: #Tavel 1967.
- ab 1928: Salons des Indépendants et d’Automne, Paris.[21]
- 1937: Kollektivausstellung, Galerie Aktuaryus, Zürich.
- 1942: Ausstellung Schweizer Künstler aus Paris, Kunsthalle Bern.
- 1947: «Züka», Zürcher Kantonale Landwirtschafts- und Gewerbe-Ausstellung, Zürich.[22]
- 1948: Galerie Georges Moos, Zürich.
- 1952: Uli Schoop, Annemarie Nowacka, Galerie zum Strauhof, Zürich.
- 1952: M. Hegetschweiler, Bruno Meier, Eugen Meister, Heinrich Müller, Walter Sutter, A. H. Sigg, Henry Wabel, Heini Waser, Alfred Meyer, Uli Schoop, Kunstmuseum St. Gallen.[23]
- 1954: Uli Schoop, Maurice Barraud, Kunstsalon Wolfsberg, Zürich.
- 1955: Uli Schoop, Meinrad Marty, Atelier Hermann Haller, Zürich.
- 1956: Galerie Palette, Zürich.[24]
- 1956: Galerie Beno, Zürich.
- 1962: Uli Schoop, Werner Christen, Galerie 6, Aarau.
- 1962: Uli Schoop, Werner Christen, Galerie Rauch, Baden.
- 1964: Galerie 6, Aarau.
- 1971: Uli Schoop, Galerie Burgdorfer-Elles, Zürich.
- 1971: Uli Schoop, Paul Haehlen, Galerie im Kornhaus, Baden.
- 1971: Oskar Zimmermann, Bilder und Zeichnungen, Uli Schoop, Plastiken, Galerie Spatz, Riehen.[25]
- 1971: Internationale Jagdausstellung, Kunstmuseum Budapest.
- 1979: Uli Schoop, Werner Urfer, Städtische Kunstkammer zum Strauhof, Zürich.

## Mitgliedschaften
- 1933–1937: Künstlergruppe Abstraction-Création[26]
- Gesellschaft Schweizerischer Maler und Bildhauer (GSMBA)[27]

## Fussnoten
1. ↑  #Schoop 1956.
2. ↑  #Seelig 1958.
3. ↑  Geschichte des Landerziehungsheims Hof Oberkirch: Landerziehungsheim Hof Oberkirch.
4. ↑  #Muggli 2014, #Schoop 1956.
5. ↑  #Muggli 2014, #Schoop 1956, #Tavel 1967.
6. ↑  #Schoop 1956.
7. ↑  #Schoop 1942.
8. ↑  #Schoop 1942.
9. ↑  #Schoop 1942, #Muggli 2014.
10. ↑  #Schoop 1942.
11. ↑  #Schoop 1942.
12. ↑  #Schoop 1942.
13. ↑  #Schoop 1942.
14. ↑  #Schoop 1942.
15. ↑  #Rotzler 1951, #Muggli 2014.
16. ↑  #Schoop 1956, Abbildung 1, #Muggli 2014.
17. ↑  #Schoop 1956, Abbildung 3, #Muggli 2014.
18. ↑  #Schoop 1956, Abbildung 2, #Muggli 2014.
19. ↑  #Bénézit 1999.
20. ↑  Das Werk, 46. Jahrgang, Heft 4, 1959, Seite 123, doi:10.5169/seals-35949.
21. ↑  #Bénézit 1999.
22. ↑  #Rotzler 1951.
23. ↑  Siehe Bruno Meier.
24. ↑  #Br. 1956.
25. ↑  #Zimmermann 1971.
26. ↑  #Schoop 1956.
27. ↑  #Muggli 2014.

| Personendaten    | Personendaten                                        |
| ---------------- | ---------------------------------------------------- |
| NAME             | Schoop, Uli                                          |
| ALTERNATIVNAMEN  | Schoop, Ulrich; Schoop, Max Ulrich (wirklicher Name) |
| KURZBESCHREIBUNG | Schweizer Bildhauer                                  |
| GEBURTSDATUM     | 17. Oktober 1903                                     |
| GEBURTSORT       | Köln                                                 |
| STERBEDATUM      | 5. September 1990                                    |
| STERBEORT        | Hombrechtikon                                        |